# Acusação e prisão de Julian Assange
Julian Assange estava sendo investigado pelo grande júri do Distrito Oriental de Virgínia por vários crimes de espionagem e informáticos cometidos nos Estados Unidos em 2012. Subsequentemente, uma acusação foi emitida. Tal acusação era selada e inicialmente foi negada pelo governo. Tentativas de prendê-lo foram impedidas quando ele conseguiu asilo no Equador em 2012 enquanto ainda em Londres. Seu pedido foi realizado e ele ficou como residente na Embaixada do Equador em Londres desde 2012. As acusações permaneceram seladas mesmo quando foi pedido que elas fossem tornadas públicas durante outro julgamento em 2016. Entretanto, em 2019, as acusações foram liberadas, seguindo o encerramento de seu status de asilo e subsequente prisão pela Polícia Metropolitana do Reino Unido em Londres. De acordo com a acusação, Assange é acusado de conspiração para invadir computadores com o objetivo de ajudar Chelsea Manning ganhar acesso de informações privilegiadas, as quais ele tinha o objetivo de publicar no Wikileaks. Esta é uma acusação relativamente menos séria em comparação com as acusações feitas contra Manning, e tem uma sentença máxima de cinco anos com a possibilidade de perdão.
Assange foi preso dia 11 de abril de 2019 pela Polícia Metropolitana de Londres por não aparecer em corte e agora enfrenta a possibilidade de extradição para os Estados Unidos. Sua prisão chamou a atenção midiática e as notícias se tornaram virais nas redes sociais, especialmente no Twitter e Facebook, já que envolve a possibilidade do fundador do Wikileaks e seu editor chefe sejam levados aos Estados Unidos para enfrentar julgamento. Desde sua prisão, a opinião pública ter ficado dividida de se ele deve ser extraditado e enfrentar as acusações. Por um lado, é argumentado que sua extradição e subsequente julgamento é um processo necessário já que ele quebrou a lei ao tentar hackear arquivos protegidos do governo e publicar material sensível sobre operações do governo dos Estados Unidos. Por outro, é argumentado que tal movimento possa ser uma ameaça contra a liberdade de expressão, tal como é protegida pela Primeira Emenda.

## História

### Publicação dos materiais enviados por Manning
Assange e alguns amigos fundaram o Wikileaks em 2006 e começaram a visitar a Europa, Ásia, África e América do Norte para procurar por, e publicar informações secretas sobre empresas e governos que eles sentiam que deviam ser tornados públicos. Muitos dos materiais publicados pelo Wikileaks entre 2006 e 2009 ganharam atenção midiática e estabeleceram Assange como um whistleblower. Entretanto, esses vazamentos atraíram pouco interesse da justiça.
Em 2010, Assange foi contatado por Chelsea Manning, que deu-lhe material classificado contendo várias operações militares conduzidas pelo Governo Norte-Americano em geral. O material incluía o Ataque aéreo de Bagdá de 2007, Ataque aéreo a Granai de 2009, os Logs da Guerra no Iraque, Diários da Guerra do Afeganistão e os Logs da Guerra no Afeganistão, entre outros. Parte desses documentos foram publicados pelo Wikileaks e vazados para outras principais empresas de mídia, incluindo The Guardian, entre 2010 e 2011.
A publicação do material pelo Wikileaks foi considerado tanto ilegal quanto heroico. Críticos, incluindo Julia Gillard, então Primeira-ministra da Austrália, chamaram o ato de ilegal, e o Vice-Presidente dos Estados Unidos Joe Biden o chamou de terrorista. Outros, incluindo o então Presidente Lula e o presidente equatoriano Rafael Correa apoiaram suas ações, enquanto o Presidente Russo Dmitri Medvedev disse que ele merecia um Prêmio Nobel por suas ações. Os vazamentos do Manning também possibilitaram ao Wikileaks e Julian Assange receberem vários elogios e prêmios, mas ao mesmo tempo atraíram investigações policiais.

### Investigação Criminal e acusação
Seguindo aos vazamentos de 2010 e 2011, autoridades norte-americanas começaram a investigar Assange e o Wikileaks. Especificamente, as investigações estavam sendo feitas pelo Grande Juri de Alexandria, Virgínia em novembro de 2011, e em 2010, um email vazado apareceu, que sugeria a existência de uma acusação secreta contra Assange, cuja existência era negada pelo governo dos Estados Unidos. Assange quebrou a fiança para evitar extradição à Suécia, onde era procurado para ser questionado e se tornou um fugitivo. O governo Australiano distanciou-se de Assange.
Ele então procurou e ganhou asilo político do Equador, garantido por Rafael Correa, depois de visitar a embaixada do país em Londres.
Ao mesmo tempo, uma investigação independente pelo FBI sobre a publicação dos documentos de Manning pelo Assange estava acontecendo, e de acordo com documentos da corte datados de maio de 2014, ele ainda estava sob investigação ativa. Um mandado emitido para o Google pela corte distrital citava vários crimes, incluindo espionagem, conspiração para realizar espionagem, roubo ou conversão de propriedade pertencente ao governo dos Estados Unidos, violação do Computer Fraud and Abuse Act e conspiração geral. Em 2017, foi revelado que o governo dos Estados Unidos estava se preparando para formalmente levantar acusações criminais contra Assange, e em 2018, a existência dessas acusações foi confirmada de forma acidental. Entretanto, a acusação continuou selada em janeiro de 2019, apesar de ter parecido que as investigações tivessem se intensificado já que o caso se aproximava do estatuto de limitações.

### Começo do fim do asilo
Em 2017, Equador teve uma eleição geral e novos oficiais entraram no governo com o objetivo de terminar com o status de asilado garantido para Assange e entregá-lo para a Polícia Metropolitana de Londres. Entre outras razões, eles argumentaram que o custo de manter Assange na embaixada equatoriana estava ficando muito caro. Em 2018, foi relatado que um total de $5 milhões foram gastos nos cinco anos de sua permanência, muito dos quais foram gastos em inteligência secreta, agentes secretos e segurança internacional. Ele também foi acusado de comprometer o sistema de comunicações da embaixada ao criar seu próprio ponto de internet. Depois da sua eleição como presidente, Lenín Moreno disse em 2018 que queria Assange fora da Embaixada, um movimento que alguns viram como tendo o objetivo de melhorar as relações estrangeiras entre Equador e Estados Unidos. A pressão continuou a aumentar quando a equipe de Relações Exteriores dos EUA se recusou a enviar USAID para o Equador e limitou quaisquer operações econômicas entre os dois países até que Assange fosse entregue às autoridades do Reino Unido.
Em maio de 2017, Presidente Moreno se encontrou em Quito com Paul Manafort, ex-gerente de campanha de Donald Trump. Eles conversaram sobre tirar Julian Assange da Embaixada Equatoriana em Londres e sua extradição para os Estados Unidos. Em junho de 2018, Mike Pence, Vice-Presidente dos Estados Unidos e o Presidente Moreno conversaram sobre Julian Assange.
Em 6 de abril de 2019, Assange era suspeito de estar por trás do vazamento de fotos que ligavam o presidente Moreno a um dos escândalos de corrupção dos documentos INA no Equador, o que foi negado pelo Wikileaks.

## Prisão pela Polícia Metropolitana
Depois do asilo de Assange ter sido revogado, o Embaixador do Equador no Reino Unido convidou a Polícia Metropolitana a entrar na embaixada dia 11 de abril de 2019. Seguindo este convite, Assange foi preso e levado para uma estação central da polícia londrina. Assange estava segurando o livro History of the National Security State de Gone Vidal durante a prisão. As notícias da prisão se tornaram virais no Twitter e Facebook em poucos minutos após o fato e vários veículos de mídia relataram isso como notícias de Última Hora. Presidente Moreno foi citado como tendo referido-se a Assange como sendo um "pirralho mimado" na sequência da prisão.
Assange foi preso com relação a acusação na Suécia. Especificamente, ele foi preso por falhar em aparecer na corte do Reino Unido, que queria extraditá-lo para a Suécia onde responderia por acusações de crimes sexuais que foram colocadas contra ele em 2012. Na audiência na Corte dos Magistrados de Westminste, poucas horas após sua prisão, o juiz que presidia considerou Assange culpado de quebrar os termos de sua fiança. Dia 1 de maio de 2019, Assange recebeu a sentença de 50 semanas de prisão por ter quebrado as suas condições de fiança em 2012.

## Reações sobre sua prisão
A prisão de Assange dividiu opiniões. Reino Unido, membro do Conselho da Europa, é obrigado a respeitar o Artigo 10 da Convenção Europeia de Direitos Humanos que provê o direito de liberdade de expressão e informação. Isso é o motivo de vários magistrados, políticos e associações considerarem a prisão de um denunciante constituí um ataque contra a Liberdade de expressão e Direito internacional
Além disso, o presidente do Grupo do Gauche unitaire européenne/Gauche verte nordique, Tiny Kox, perguntou para Dunja Mijatovic, Comissária para os Direitos Humanos no Conselho da Europa, se a prisão de Julian Assange e possivel extradição para dos Estados Unidos estão de acordo com o critério da Convenção Europeia dos Direitos Humanos, pois assim Julian Assange poderia se beneficiar da proteção do direito de liberdade de expressão e informação. Eva Joly, magistrada e MEP, declara que "a prisão de Julian Assange é um ataque contra a liberdade de expressão, direito internacional e direito de asilo". Sevim Dagdelen, Bundestag alemão MP, especializada em direito internacional e direito de imprensa, descreve a prisão de Assange como "um ataque contra o jornalismo independente" e diz que ele "está hoje seriamente sob perigo". Dick Marty, ex Procurador Geral de Ticino e repórter nas prisões secretas da CIA para o Conselho da Europa, considera a prisão de denunciantes algo "bem chocante".  Christophe Deloire, Secretário Geral dos Repórteres sem Fronteiras, acredita que "mirar Assange [...] seria uma medida estritamente punitiva e iria constituir um precedente perigoso para jornalistas, suas fontes e denunciantes". British Veterans for Peace UK pedem ao governo britânico a « respeitarem os direitos de jornalistas e denunciantes e que se recusem a extraditar Julian Assange para os Estados Unidos » e demonstram preocupação « de que o jornalismo e o ato de denuncia esteja sendo criminalizado pelos Estados Unidos e eles estejam sendo ativamente apoiados pelas autoridades britânicas ». Amnesty International pede que o Reino Unido se "recuse a extradição ou qualquer forma que envie Julian Assange para os Estados Unidos onde existe um risco bem real de que ele possa enfrentar violações de direitos humanos, incluindo condições de detenção que violariam a proibição absoluta de tortura e outros maus-tratos e um julgamento injusto que seria seguido de possível execução, devido ao seu trabalho com o Wikileaks".
Presidente equatoriano Lenín Moreno, Primeiro-Ministro Australiano Scott Morrison, Secretário de Negócios Estrangeiros Britânico Jeremy Hunt, Senador Norte-Americano Mark Warner, conselheira da campanha de Hillary Clinton Neera Tanden e Primeira-Ministra Britânica Theresa May, comentou que "ninguém está acima da lei", apoiam a prisão. De forma contrária, já foi declarado que tal movimento seria uma ameaça contra a liberdade de imprensa da forma que é protegida pela primeira emenda da Constituição dos Estados Unidos. Essa visão é tida por Edward Snowden, Daniel Ellsberg, Rafael Correa, Chelsea Manning, Jeremy Corbyn, Kenneth Roth do Human Rights Watch e Glenn Greenwald, que disse que o ato "é uma criminalização do jornalismo".
O Presidente equatoriano Lenín Moreno disse num vídeo postado no Twitter que ele "requisitou à Grande Bretanha que garantisse que o Sr. Assange não fosse extraditado para um país onde ele poderia enfrentar Tortura ou a Pena de morte. O governo britânico confirmou por escrito, de acordo com suas próprias regras". No dia 14 de abril de 2019, entretanto, Moreno declarou numa entrevista com o jornal britânico The Guardian que nenhuma outra nação influenciou a decisão do seu governo de revogar o asilo de Assange na embaixada e que ele usou a embaixada "para interferir com outros Estados". Moreno também declarou que "não podemos permitir que nossa casa, a casa que abriu suas portas, virasse um centro de espionagem" e notou que Assange também tinha uma má higiene. Moreno também declarou que "Nós nunca tentamos expulsar Assange, como alguns atores políticos querem que todos acreditem. Dadas as violações constantes de protocolos, o asilo político se tornou insustentável". Dia 11 de abril de 2019, Moreno descreveu Assange como sendo um convidado de "péssimas maneiras" que fisicamente agredia os seguranças da embaixada.
De acordo com Massimo Moratti, da Amnesty International, se extraditado para os Estados Unidos, Assange poderia enfrentar o "risco sério de violações dos direitos humanos, especificamente as de condições de detenção, que violariam a proibição de tortura".

### Críticas contra a acusação de espionagem
Criticismo generalizado das agências de mídia outras pessoas públicas foram feitas após a prisão de Assange por acusação de espionagem. Múltiplas organizações e jornalistas criticaram a prisão de Assange como um jornalista, citando alegações da primeira emenda.
- New York Times declara que "Julian Assange, o líder do Wikileaks, foi indiciado por 17 acusações por violar o Espionage Act por seu papel na obtenção e publicação de documentos militares e diplomáticos secretos em 2010, o Departamento de Justiça anunciou na Quinta — um grande caso que trás a tona profundos problemas com a Primeira Emenda".[54]
- The Guardian disse: "Ao levantar novas acusações contra o fundador do Wikileaks, a administração Trump desafiou a primeira emenda".[55]
- Edward Snowden disse: "O Departamento de Justiça acaba de declarar guerra–– não contra o Wikileaks, mas contra o próprio jornalismo. Não é mais sobre Julian Assange: esse caso vai decidir o futuro da mídia".[56]
- Huffington Post disse: "As acusações contra o fundador do Wikileaks levantam muitos problemas com a Primeira Emenda".[57]
- The Nation disse: "A Acusação de Julian Assange é uma Ameaça para a Liberdade de Imprensa".[58]
- O ACLU disse: "Pela primeira vez na história de nosso país, o governo levantou acusações criminais no Espionage Act contra um editor pela publicação de informações verídicas. Esse é um ataque direto contra a Primeira Emenda".[59]

## Após sua prisão

### Acusações e possível extradição para os Estados Unidos
Imediatamente após a prisão de Assange, o grande júri do Distrito Oriental da Virgínia liberou uma acusação que foi levantada contra ele. De acordo com a acusação, Assange foi acusado de conspirar para cometer intrusão de computador com o objetivo de ajudar Chelsea Manning a ganhar acesso de informações privilegiadas as quais ele pretendia publicar no Wikileaks. Essa é uma acusação menos séria em comparação com as que foram levantadas contra Manning e carrega uma sentença máxima de cinco anos.
Assange foi preso em abril depois de ser expulso da Embaixada do Equador em Londres, onde esteve vivendo desde 2012 para evitar um pedido internacional de prisão e foi sentenciado à 50 semanas de prisão por uma juiz Britânica em 1 de maio de 2019.
Juíza Deborah Taylor disse que o tempo de Assange na Embaixada custou aos contribuintes Britânicos o equivalente de cerca 21 milhões de dólares e que ele buscou o asilo como uma "tentativa deliberada de atrasar a justiça."
Assange ofereceu um pedido de desculpas escrito na corte, alegando que suas ações foram em respostas à circunstâncias terríveis. Ele disse que estava efetivamente preso na Embaixada; dois médicos também proveram evidência médica dos efeitos mentais e físicos de permanecer confinado. A juíza Deborah Taylor disse: "Você não estava vivendo em condições de prisão e poderia ter saído em qualquer momento para enfrentar o processo devido com os direitos e proteções que o sistema legal desse país provê".
Dia 23 de maio de 2019 Assange foi indiciado, num indiciamento substitutivo, sob o Espionage Act de 1917, na Corte do Distrito Oriental de Virgínia por ofensas relacionadas com a publicação de cabos diplomáticos e outras informações sensíveis. No passado, o Act foi usado para acusar os congressistas Socialista e editores de jornal Victor L. Berger, Emma Goldman e Eugene V. Debs. A acusação do dia 23 de maio adiciona 17 acusações federais ao lado do original, levando a um total de 18 acusações criminais contra Assange a partir do governo dos EUA com uma sentença de até 175 anos na prisão. As acusações estão relacionadas com seu envolvimento com Chelsea Manning, ex-analista de inteligência do Exército dos EUA que deu à Assange informações secretas sobre assuntos do Departamento de Defesa dos Estados Unidos.
No dia 25 de março de 2020, uma corte de Londres negou a fiança de Julian Assange após a juíza Vanessa Baraitser rejeitar os argumentos de seus advogados de que sua permanência na prisão o colocaria em risco de contrair COVID-19 devido a sua infecção no trato respiratório e uma condição no coração. A juíza Baraitser disse que a forma como Assange agiu no passado mostra o que ele está disposto a fazer para evitar ser extraditado para os Estados Unidos.
No fim de junho de 2020, o Departamento de Justiça dos Estados Unidos emitiu uma nova acusação contra Assange.

### Audiências de extradição
No dia 25 de fevereiro de 2020, Edward Fitzgerald, um dos advogados representando Assange, revelou à juíza Vanessa Baraitser que Dana Rohrabacher, como um emissário do Presidente Donald Trump, ofereceu à Assange um perdão se ele oferecesse material apoiando que Seth Rich foi a fonte do vazamento dos e-mails durante o Comitê Nacional Democrata em 2016, não hackers russos.

### Revelações sobre o uso da Embaixada Equatoriana
Em 15 de julho de 2019, CNN obteve documentos de um oficial da inteligência equatoriana que confirmava que Assange usava a embaixada como um centro de comando do Wikileaks. Os documentos também revelaram que durante a eleição de 2016, Assange usou a embaixada para encontrar hackers russos e de outros países.